# The Crime of Thought
The Crime of Thought è un cortometraggio muto del 1915 diretto e prodotto da Pat Powers. Fu l'unica sceneggiatura nella carriera di Sherman Bainbridge, un attore specializzato in western.

## Produzione
Il film fu prodotto dalla Powers Picture Plays

## Distribuzione
Distribuito dalla Universal Film Manufacturing Company, il film -un cortometraggio in una bobina - uscì nelle sale cinematografiche USA il 30 gennaio 1915.